# Асланов, Рза Али Паша оглы
Рза Али Паша оглы Асланов (14 ноября 1909, Геранбойский район — 27 октября 2000, Баку) — советский хозяйственный, государственный и политический деятель.

## Биография
Родился в 1909 году. Член ВКП(б).
С 1920 года — на хозяйственной, общественной и политической работе. В 1920—1970 гг. — работник текстильной фабрики в Ленинском районе города Баку, начальник ткацкого цеха Кировабадского текстильного комбината, второй секретарь Кировабадского горкома, первый секретарь Шамхорского райкома, секретарь Имишлинского райкома, первый секретарь Бардинского райкома, первый секретарь Кировабадского горкома КП Азербайджана.
Избирался депутатом Верховного Совета Азербайджанской ССР 2-го созыва, Верховного Совета СССР 3-го созыва.